# دخول الإمبراطورية النمساوية المجرية في الحرب العالمية الأولى

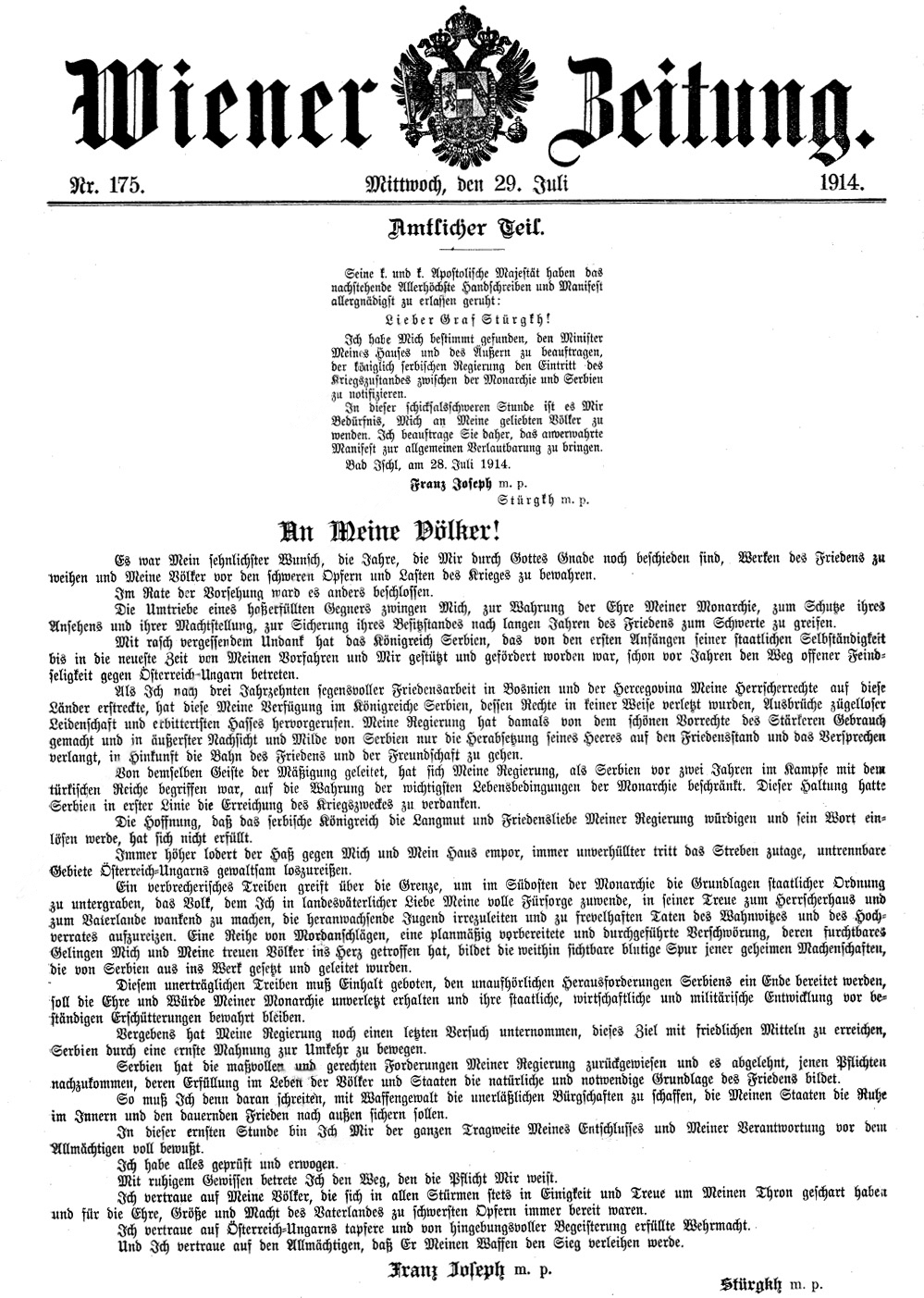
إلى شعوبي! البيان الذي أعلنت فيه النمسا والمجر الحرب على صربيا.

أعلنت الإمبراطورية النمساوية المجرية الحرب على صربيا في 28 يوليو 1914. في غضون أيام، دخلت خطط التعبئة طويلة الأمد حيز التنفيذ لبدء الغزوات أو الرقابة الواجب اتخاذها ضدهم، وقفت القوات المحتشدة لروسيا، وفرنسا وبريطانيا ضد النمسا وألمانيا حيث سُميت الحرب في ذلك الوقت «الحرب العظمى»، وفي وقت  لاحق سُميت «الحرب العالمية الأولى». كانت النمسا قد خططت لحرب صغيرة محدودة بين البلدين، لا لحرب واسعة كتلك التي اندلعت في غضون أيام.
جادل المؤرخ البريطاني جون زامتيكا بأن الإمبراطورية النمساوية المجرية كانت المسؤولة في المقام الأول عن بدء الحرب، إذ اعتقد قادتها أن الحرب الناجحة هي الطريقة الوحيدة التي يمكن أن تبقى فيها قوة عظمى، مع حل النزاعات الداخلية العميقة التي سببتها المطالب المجرية، واستعادة النفوذ في دول البلقان. جادل آخرون، وبالأخص البروفيسور كريستوفر كلارك، بأن الإمبراطورية النمساوية المجرية، واجهت جارًا مصممًا على التحريض على الاضطرابات المستمرة والحصول في نهاية المطاف على جميع الأراضي الصربية المأهولة في المملكة؛ والتي، وفقًا لوجهة نظر العموم الصربي شملت كلًا من كرواتيا، ودالماتيا، والبوسنة، وهرسجوفينا وبعض المقاطعات الجنوبية للمجر (تقابل تقريبًا فويفودينا اليوم)، والتي كان جيشها وحكومتها متشابكين مع مجموعة إرهابية متشددة معروفة باسم «اليد السوداء»، لم ير بديلًا عمليًا لاستخدام القوة في إنهاء أعمال التخريب من صربيا الموجهة إلى جزء كبير من أراضيها. من هذا المنطلق، لم يكن أمام النمسا خيار سوى التهديد بالحرب على نحو موثوق وإجبار الصرب على الخضوع إذا كانت ترغب في أن تبقى قوة عظمى.
ترى الشخصيات الرئيسية في «حزب الحرب» داخل الحكومة القيصرية والعديد من القادة العسكريين في روسيا، أن ألمانيا كانت تحرض الإمبراطورية النمساوية المجرية على مهاجمة صربيا من أجل الحصول على ذريعة لشن الحرب على روسيا وفرنسا، روج لهذا المؤرخ الألماني فريتز فيشر من ستينيات القرن العشرين فصاعدًا. كان أحد الدوافع الرئيسية لاندلاع الحرب اثنان من التصورات الخاطئة الرئيسية التي كانت متناقضة بشكل جذري: أقنع صناع القرار الألمان الرئيسيون أنفسهم بأن روسيا ستقبل هجومًا نمساويًا على صربيا ولم تكن مستعدة أو تسعى للانخراط في حرب أوروبية عامة بل بدلًا من ذلك الانخراط في خدعة (خاصة وأن روسيا تراجعت في كلتا الأزمتين السابقتين، في عام 1908، ومرة أخرى في أزمة ألبانيا في أكتوبر  1913). في نفس الوقت، رأى أهم صانعي القرار الروس أن أي استجابة نمساوية حاسمة ستكون من فرض برلين، وبالتالي ستكون دليلًا على رغبة ألمانيا النشطة في الشروع في حرب مع إمبراطورية القيصر.

## الأطراف الفاعلة الرئيسية والأهداف
اتخذت مجموعة صغيرة قرارات الإمبراطورية النمساوية المجرية. وكان من بينهم الإمبراطور المسن فرانتس يوزف الأول ووريثه فرانس فرديناند، ورئيس أركان الجيش فرانز كونراد فون هوتزيندروف،  ووزير الخارجية الكونت ليوبولد بيرشتولد، ورئيس الوزراء كارل فون ستورخ، ووزير المالية ليون بيلينسكي – جميع النمساويين. وكان الزعماء المجريون الرئيسيون هم رئيس الوزراء إشتفان تيسا، والوزير إشتفان بوريان، والمستشار لاجوس ثالوزي.

تجنبت الإمبراطورية النمساوية المجرية حروبًا كبيرة في الفترة ما بين 1867 و 1914 لكنها انخرطت في عدد من الأعمال العسكرية الصغيرة. حافظت هيئة الأركان العامة على خطط لحروب كبرى ضد القوى المجاورة، وخاصة إيطاليا وصربيا وروسيا. اتخذ القرارات الرئيسية في الشؤون العسكرية من 1867 حتى 1895 الأرشيدوق ألبرخت دوق تيشن، الذي كان ابن أخ الإمبراطور فرانتس يوزف ومستشاره الرئيسي. وفقًا للمؤرخين جون كيغان وأندرو ويتكروفت: 
كان محافظًا قويًا في جميع الأمور، العسكرية والمدنية، وتولى كتابة المنشورات الرثائية بشأن معنويات الجيش بالإضافة إلى محاربة تحركات الخطوط الخلفية الشرسة ضد جميع أشكال التحركات الطارئة. يمكن إرجاع الكثير من الفشل النمساوي في الحرب العالمية الأولى إلى فترة حكمه الطويلة... كانت سلطته هي سلطة البيروقراطية، لا سلطة الجندي المقاتل، وجعلت منه القيادة لمدة ثلاثين عامًا لجيش هابسبورغ في وقت السلم أداة حرب مترهلة.
عندما شاركت أوروبا في سباق تسلح من أواخر تسعينيات القرن التاسع عشر فصاعدًا، بقيت الإمبراطورية النمساوية المجرية في الخلف، حيث أنفقت أقل نسبة من إمكانياتها الاقتصادية على قواتها المسلحة من جميع القوى العظمى (2.6 بالمئة من الناتج المحلي الإجمالي مقابل إنفاق روسيا بنحو  4.5 بالمئة في عام 1912). لم يكن لتكرار دعوات رئيس أركان الإمبراطورية النمساوية المجرية فون هوتزيندروف  لـ «الحرب الوقائية» ضد جميع خصوم النمسا تقريبًا في وقت أو آخر أي أساس عقلاني في التوازن الفعلي للقوة العسكرية.
أدرك فرانس فرديناند الأكثر واقعية وحذرًا، على الرغم من عاطفته الشخصية العميقة تجاه فون هوتزيندروف، أن صعود عموم السلافية يمكن أن يمزق الإمبراطورية، وكان لديه حل يسمى «المحاكمة». حيث ستُعاد هيكلة الإمبراطورية بثلاث طرق بدلًا من طريقتين، مع إعطاء العنصر السلافي تمثيلًا على أعلى المستويات يعادل ما كان لدى النمسا والمجر الآن. كان الصرب يرون في ذلك تهديدًا لحلمهم بدولة يوغوسلافيا الجديدة، وكان عاملًا في تحفيز اغتيال الأرشيدوق عام 1914. كان للقادة المجريين صوت مهيمن في الدوائر الإمبراطورية ورفضوا بشدة العصبية لأنها ستحرر العديد من أقلياتهم من الحكم المجري الذي اعتبروه قمعيًا. على الرغم من روايات ما بعد الحرب التي حاولت جعل وريث العرش شريرًا مناسبًا يصب في مصلحة الحرب، إلا أنه في الواقع كان فرانس فرديناند، بالإضافة إلى أنه أكثر شخصية عامة تسعى لصالح تحسين الوضع بالنسبة للجنوب والسلاف الآخرين داخل الإمبراطورية،  يعارض بشدة ضم صربيا أو الحرب بشكل عام، ويصر على أن المملكة كانت هشة للغاية داخليًا للمغامرات الأجنبية. باستثناء أيام قليلة في ديسمبر 1912، تدخل الأرشيدوق مرارًا وتكرارًا في المناقشات الحكومية خلال أزمات البلقان المختلفة في 1908 و 1912 و 1913، قبل اغتياله، وأصر على أن دعاة الحرب مع صربيا -قاصدًا في المقام الأول رئيس الأركان هوتزيندورف- الذين خدموا التاج «وعملوا عمدًا أو بغير قصد على إلحاق الضرر  بالمملكة».

يقول زامتيكا إنه بحلول عام 1909 كانت الحرب مع صربيا هي الخطة الرئيسية لـ «حزب الحرب» في فيينا. كان الهدف على المدى الطويل هو منع روسيا من تشكيل رابطة البلقان التي من شأنها كبت طموحات النمسا بشكل دائم:
إن هزيمة صربيا ستدمر فعليًا ما اعتبرته فيينا أنه من الممكن أن يكون مُهددًا، ألهم الروس رابطة البلقان، أن رابطة كهذه من دون صربيا ستكون ببساطة غير ناجحة... وأخيرًا وليس آخرًا، فإن الحرب الناجحة ضد صربيا من شأنها في الوقت نفسه أن تحل مسألة مملكة السلاف الجنوبيون في النظام الملكي – أو على الأقل ضمان عدم قدرة صربيا على لعب دور فيها لأن البلاد إما لن تكون موجودة على الإطلاق أو أنها ستكون أصغر من أن تكون مهمة ... وباختصار، فإن تحطيم صربيا من شأنه أن يجعل الإمبراطورية النمساوية المجرية سيدة جنوب شرق أوروبا بلا منازع.  كان هذا احتمالًا مبهرًا.
بعد الأداء العسكري المذهل لصربيا في حربي البلقان في 1912-1913، على الرغم من أن فيينا نجحت في إجبار جيش صربيا على الانسحاب أخيرًا من ألبانيا في عام 1913، فإن هدف الحفاظ على السيطرة التقليدية على صربيا كان قد دعا إلى القلق. تضاعفت صربيا خمس مرات في أراضيها، وسمحت القروض الفرنسية الضخمة بإعادة التسلح بسرعة وتعزيز قواتها العسكرية وكانت الصحف الصربية مليئة بالدعوات لدمج المناطق ذات الغالبية الصربية من إمبراطورية هابسبورغ في صربيا الكبرى. بلغ القلق بشأن بقاء الإمبراطورية النمساوية المجرية على المدى الطويل درجة جديدة من الحدة بين النخبة الحاكمة.